# Кастионс (Порденоне)
Кастионс је насеље у Италији у округу Порденоне, региону Фурланија-Јулијска крајина.
Према процени из 2011. у насељу је живело 3782 становника. Насеље се налази на надморској висини од 39 м.